# Heinrich Jacobson (Mediziner)
 Heinrich Jacobson (* 27. Oktober 1826 in Königsberg; † 10. Dezember 1890 in Berlin) war ein deutscher Arzt.
Seinem Vater, Ludwig Jacobson (1795–1841), einem Assistenten des Chirurgen Karl Unger, wurde die angestrebte akademische Karriere verwehrt. Er gründete und leitete allerdings das orthopädische Institut in Königsberg.
Heinrich Jacobson studierte an den Universitäten in Heidelberg, Berlin, Prag unter Krukenberg, Volkmann senior, Oppolzer, Pfeufer und in Halle, wo er 1847 mit der Dissertation Quaestiones de vi nervorum vagorum in cordis motus den Doktortitel erwarb.
Er ließ sich in Königsberg als Arzt nieder und wurde an der dortigen Universität Privatdozent und 1872 Assistenzprofessor. Im gleichen Jahr wurde er zum Chefarzt der Inneren Station des Jüdischen Krankenhaus Berlin erwählt. Der hervorragende Kliniker begründete hauptsächlich durch seine Arbeiten zur experimentellen Pathologie einen Ruf als Forscher.
Sein Bruder Julius Jacobson war ebenfalls Mediziner sowie auch seine Söhne, Louis (* 1852) und Paul Heinrich Jacobson.

## Veröffentlichungen
- Beiträge zur Hämodynamik; 1860–62
- Ueber die Blutbewegung in den Venen; 1866
- Ueber Normale und Pathologische Localtemperatur; 1870
- Ueber die Herzgeräusche
- Ueber den Blutdruck in Comprimitirter Luft